# Karin Dreijer
Karin Elisabeth Dreijer (Göteborg, 1975. április 7. –) svéd énekesnő, zeneszerző, producer. Bátyjával, Olof Dreijerrel alapította a Knife nevű elektronikus zenei duót. Ezt megelőzően a Honey Is Cool elnevezésű alternatívrock-zenekar énekese és gitárosa volt. Az utóbbi években Fever Ray néven építi szólókarrierjét. Eddig három szólólemezt jelentetett meg. Zenei stílusára az elektronikus hangszerek intenzív használata, énekstílusára a női énekhang elektronikus manipulálása jellemző. Melankolikus, komor hangulatú dalaihoz szürreális videóklipeket készít. Klipjeiben és koncertjein gyakran használ maszkokat, horrorisztikus sminkeket és jelmezeket.

## Korai időszak
Karin Dreijer Göteborgban született. Tízéves korában kezdett gitáron játszani.

## Diszkográfia

### Szólólemezek
- Fever Ray (2009) - Rabid
- Plunge (2017) - Rabid
- Radical Romantics (2023) - Rabid

### The Knife
- The Knife (2001) - Rabid
- Deep Cuts (2003) - Rabid
- Silent Shout (2006) - Rabid
- Tomorrow, In a Year (2010) - Rabid
- Shaking the Habitual (2013) - Rabid

### Honey Is Cool
- Crazy Love, 1997
- Early Morning Are You Working?, 1999